# Oklee
Oklee és una població dels Estats Units a l'estat de Minnesota. Segons el cens del 2000 tenia 396 habitants.

## Demografia
Segons el cens del 2000, Oklee tenia 396 habitants, 196 habitatges, i 105 famílies. La densitat de població era de 231,7 habitants per km².
Dels 196 habitatges en un 26,5% hi vivien nens de menys de 18 anys, en un 42,3% hi vivien parelles casades, en un 9,2% dones solteres, i en un 46,4% no eren unitats familiars. En el 44,9% dels habitatges hi vivien persones soles el 26,5% de les quals corresponia a persones de 65 anys o més que vivien soles. El nombre mitjà de persones vivint en cada habitatge era de 2,02 i el nombre mitjà de persones que vivien en cada família era de 2,85.
Per edats la població es repartia de la següent manera: un 24,7% tenia menys de 18 anys, un 5,8% entre 18 i 24, un 23,2% entre 25 i 44, un 19,9% de 45 a 60 i un 26,3% 65 anys o més.
L'edat mediana era de 42 anys. Per cada 100 dones de 18 o més anys hi havia 82,8 homes.
La renda mediana per habitatge era de 23.214 $ i la renda mediana per família de 30.417 $. Els homes tenien una renda mediana de 22.333 $ mentre que les dones 18.500 $. La renda per capita de la població era de 14.342 $. Entorn del 12,3% de les famílies i el 14,7% de la població estaven per davall del llindar de pobresa.

## Poblacions més properes
El següent diagrama mostra les poblacions més properes.